# Lijst van bisschoppen van Włocławek
Hieronder volgt een lijst van bisschoppen van Włocławek in de Poolse streek Koejavië.

## Bisdom Koejavië en Pommeren
- 1133?–1147? Swidger
- 1148–1156 Werner
- 1161–1180 Onold
- 1187–1198 Stefan (van Włocławek)
- 1206–1212 Ogerius
- 1213–1220 Bartha (van Włocławek)
- 1222–1252 Michael (van Włocławek)
- 1252–1275 Wolimir
- 1275–1283 Albierz (Wojciech)
- 1283–1300 Wislaw
- 1300–1323 Gerward
- 1324–1364 Maciej z Gołańczy
- 1364–1383 Zbylut z Wąsoczy
- 1383–1383 Trojan
- 1384–1389 Jan Kropidło
- 1389–1398 Hendrik VIII van Legnica
- 1399–1402 Mikołaj Kurowski
- 1402–1421 Jan Kropidło
- 1421–1427 Jan Pella
- 1427–1433 Jan Szafraniec
- 1433–1449 Władysław Oporowski
- 1449–1450 Mikołaj Lasocki
- 1450–1463 Jan Gruszczyński
- 1463–1464 Jan Lutecki
- 1464–1472 Jakub Sieniński
- 1473–1480 Zbigniew Oleśnicki
- 1481–1483 Andrzej Oporowski
- 1484–1493 Piotr Moszyński
- 1494–1503 Kresław
- 1503–1513 Wincenty Przerębski
- 1513–1531 Maciej Drzewicki
- 1531–1538 Jan Karnkowski
- 1538–1542 Łukasz II Górka
- 1542–1546 Mikołaj Dzierzgowski
- 1546–1551 Jędrzej Zebrzydowski
- 1551–1557 Jan Drohojowski
- 1557–1565 Jakub Uchański
- 1565–1567 Mikołaj Wolski
- 1567–1580 Stanisław Karnkowski
- 1581–1600 Hieronim Rozrażewski

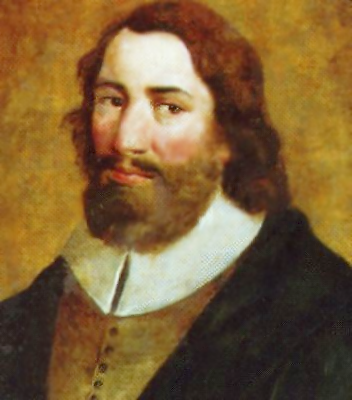
Mikołaj Kurowski (1399-1402)
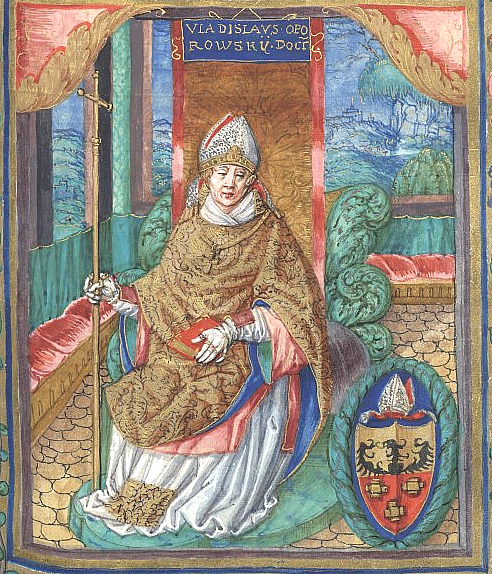
Władysław Oporowski (1433-1449)
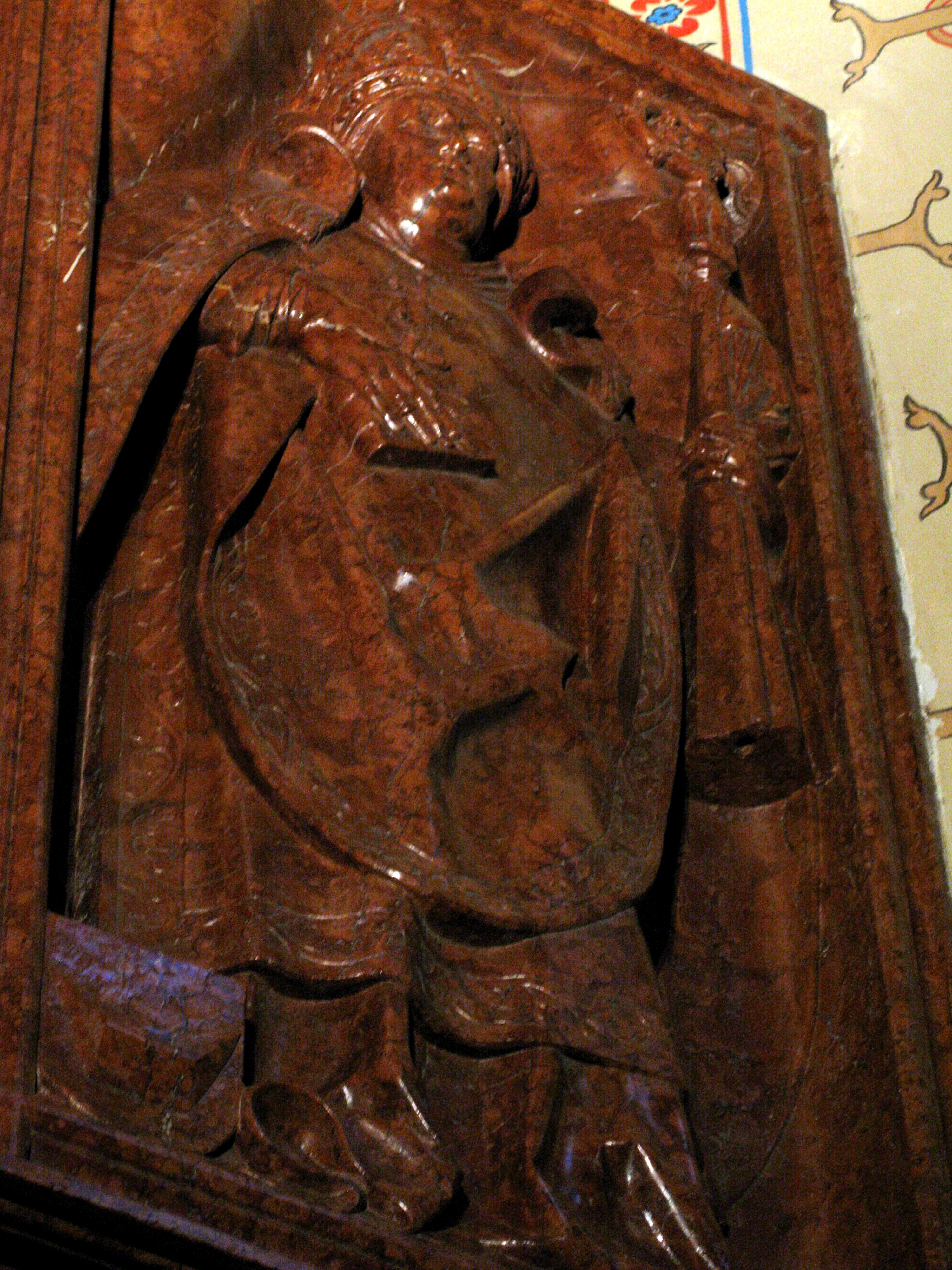
Piotr Moszyński van Bnin (1484-1493)
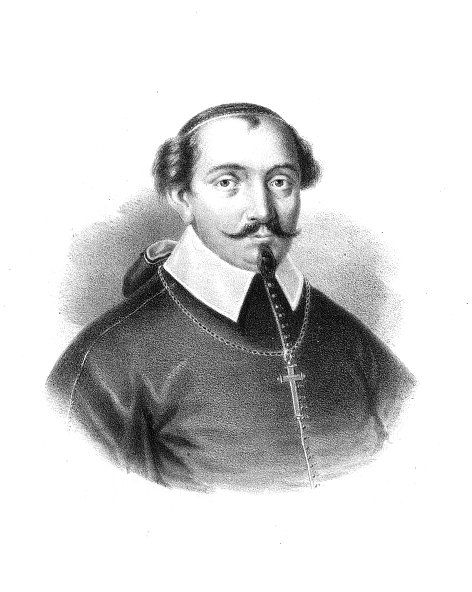
Maciej Drzewiecki (1513–1531)
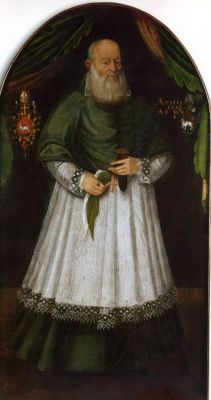
Jan Karnkowski (1531–1538)
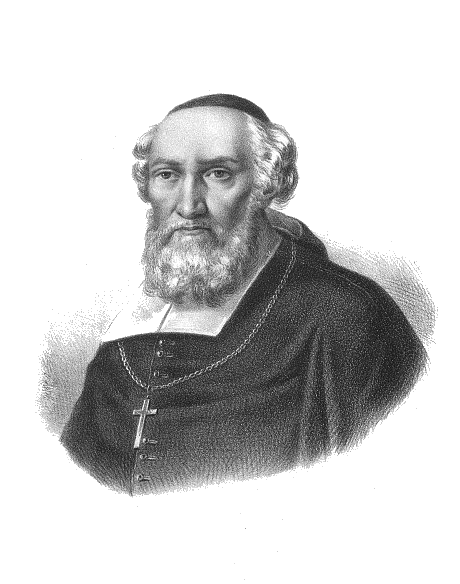
Mikołaj Dzierzgowski (1542-1546)
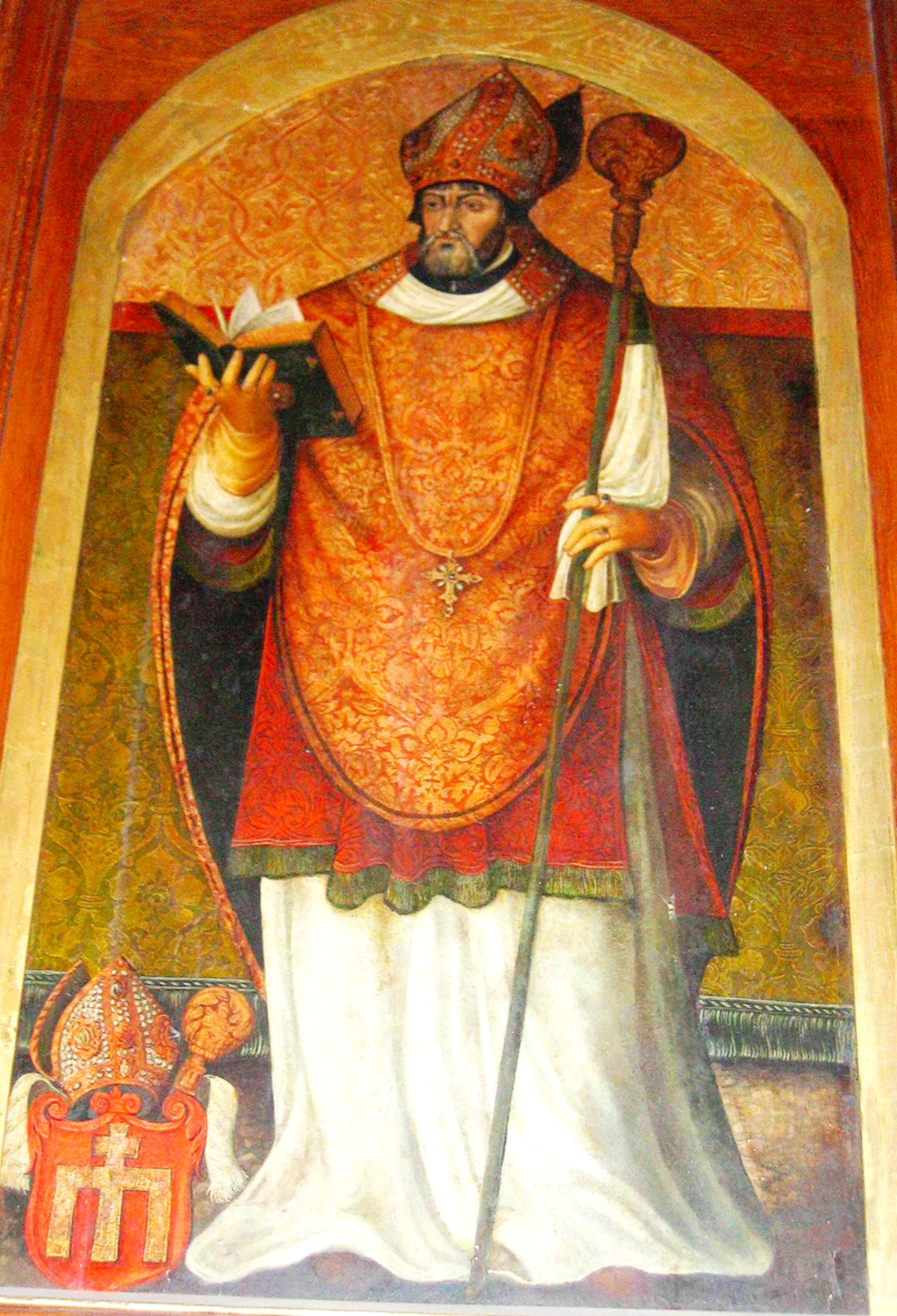
Andrzej Zebrzydowski (1546-1551)
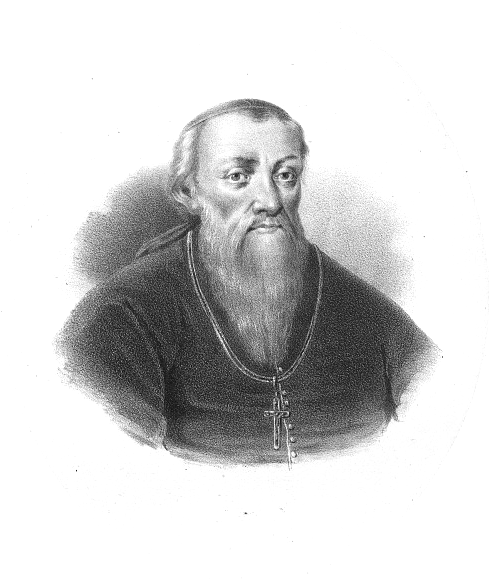
Jakub Uchański (1557-1560)

- 1600–1603 Jan Tarnowski
- 1603–1607 Piotr Tylicki
- 1608–1608 Wojciech Baranowski
- 1608–1610 Maciej Pstrokoński
- 1610–1616 Wawrzyniec Gębiński
- 1616–1622 Paweł Wołucki
- 1622–1631 Jędrzej Lipski
- 1631–1642 Maciej Łubieński
- 1642–1654 Mikołaj Wojciech Gniewosz
- 1654–1673 Florian Czartoryski
- 1674–1675 Jan Gębicki
- 1675–1680 Stanisław Sarnowski
- 1680–1691 Bonawentura Madaliński
- 1691–1700 Stanisław Dąbski

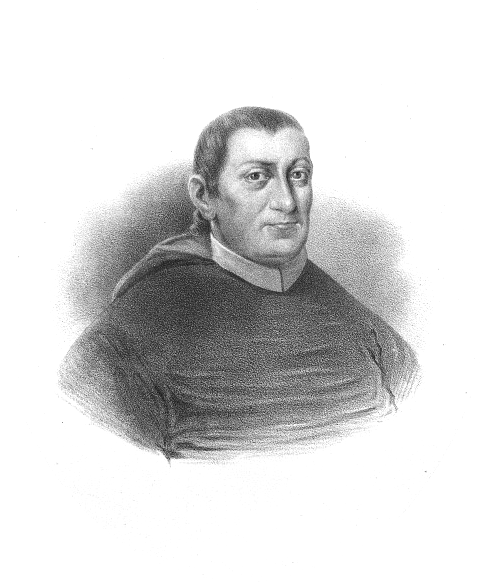
Jan Tarnowski (1600-1603)
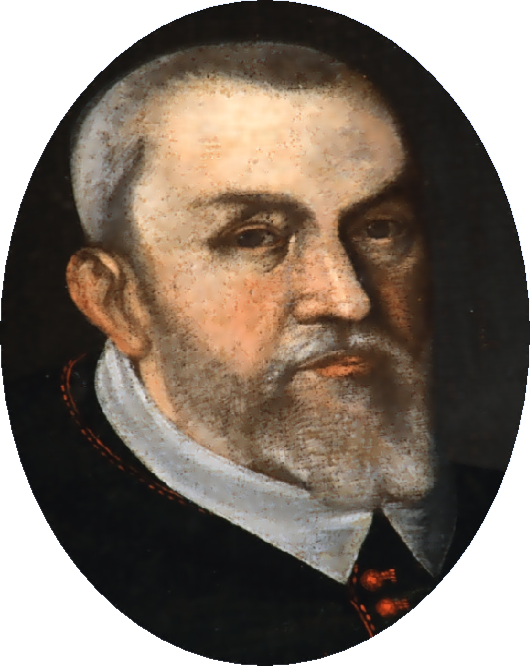
Peter Tylicki (1603-1607)
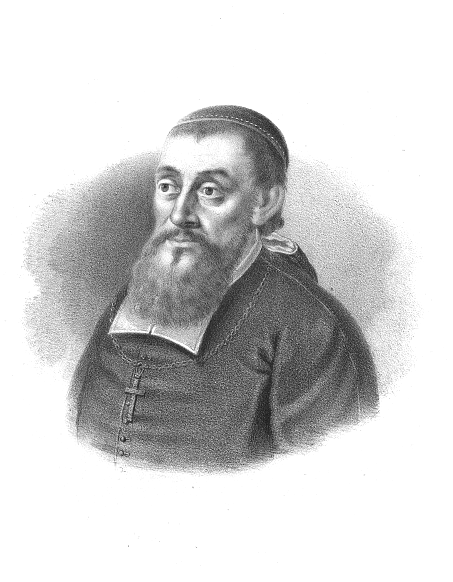
Wojciech Baranowski (1608-1608)
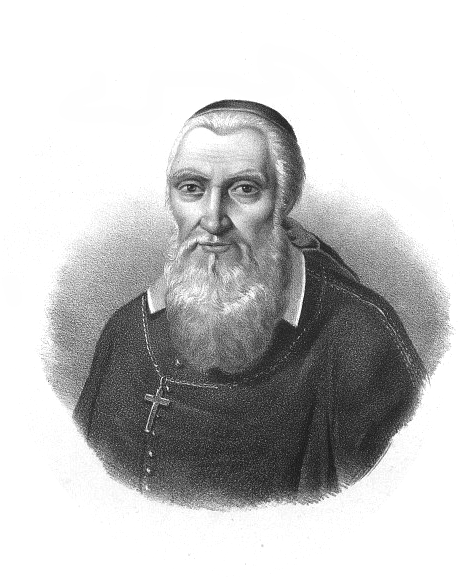
Wawrzyniec Gębiński (1610–1616)
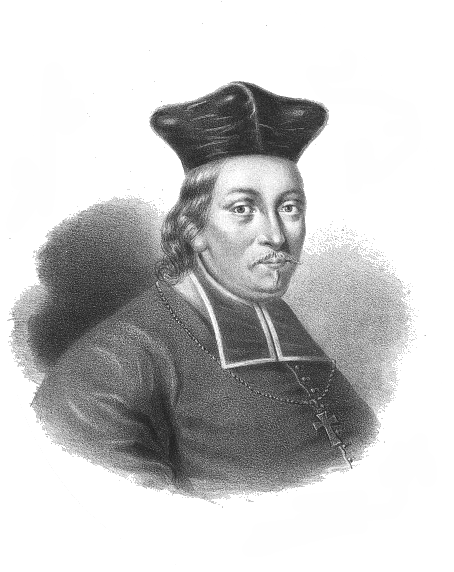
Johann Lipski (1622–1631)
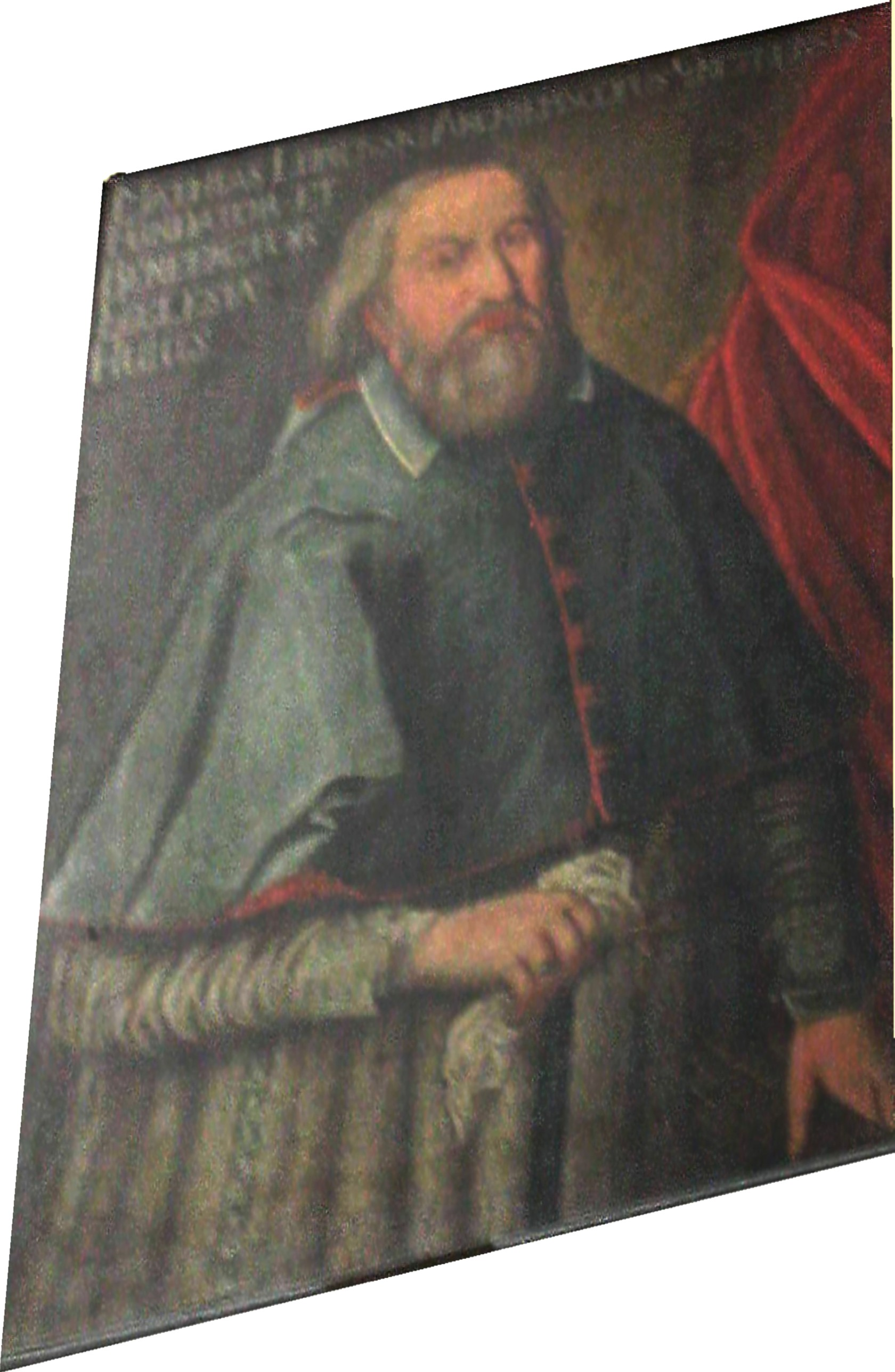
Maciej Łubieński (1631–1642)
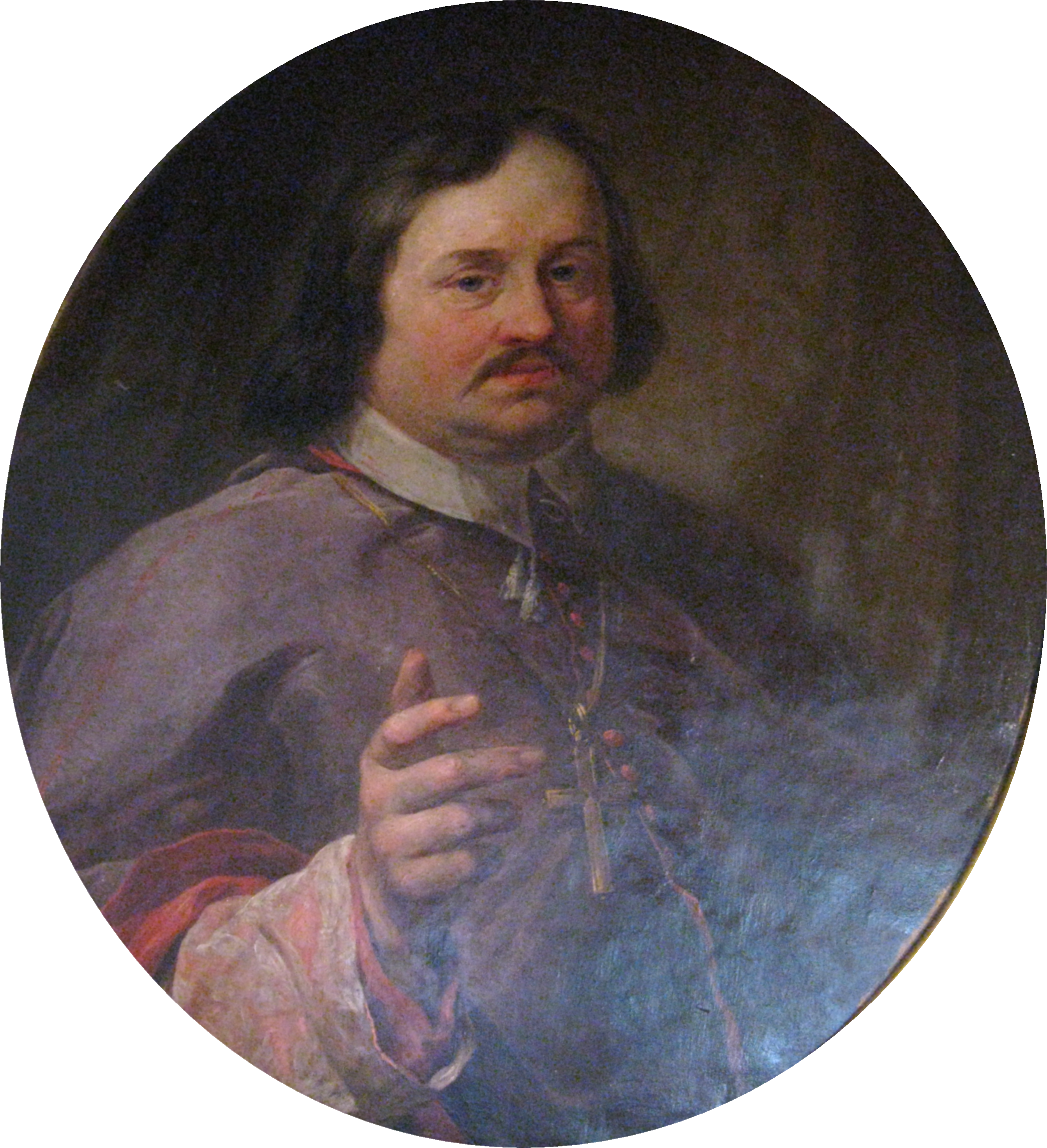
Florian Czartoryski (1654-1673)
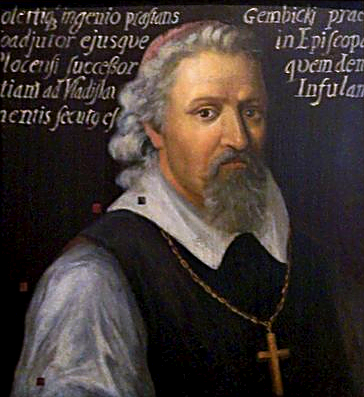
Jan Gembicki (1674-1675)
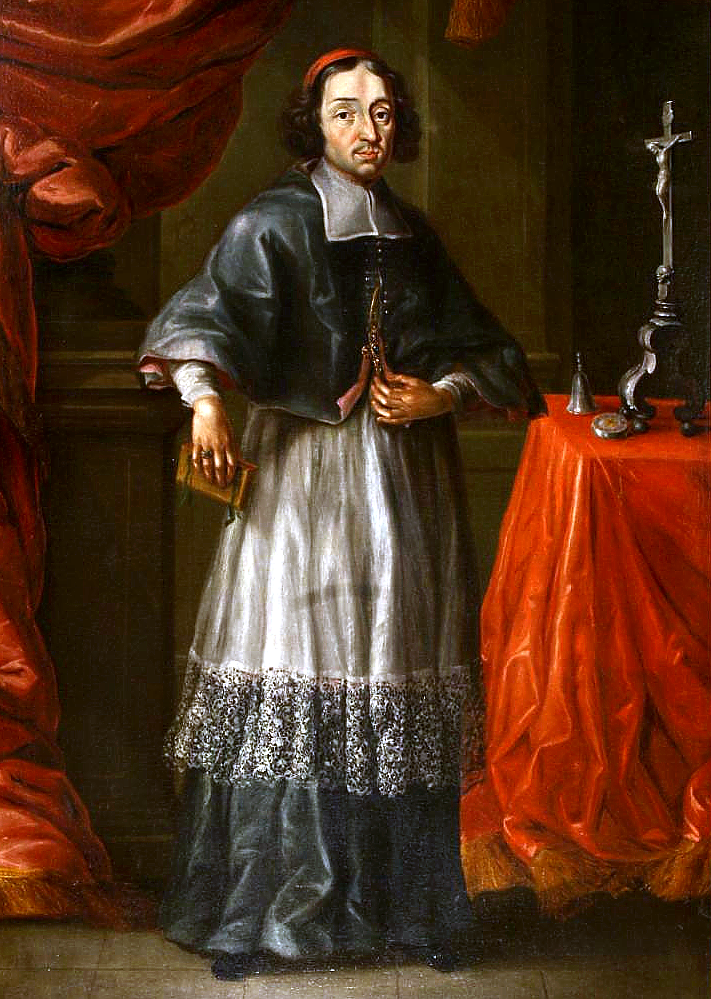
Stanisław Dąbski (1691-1700)

- 1700–1705 Stanisław Szembek
- 1705–1720 Felicjan Konstanty Szaniawski
- 1720–1735 Krzysztof Szembek
- 1735–1741 Stanisław Grabowski
- 1741–1751 Walentyn Czapski
- 1751–1763 Antoni Dembowski
- 1763–1776 Antoni Kazimierz Ostrowski
- 1777–1806 Józef Ignacy Rybiński
- 1806–1815 vacant
- 1815–1818 Franciszek Malczewski

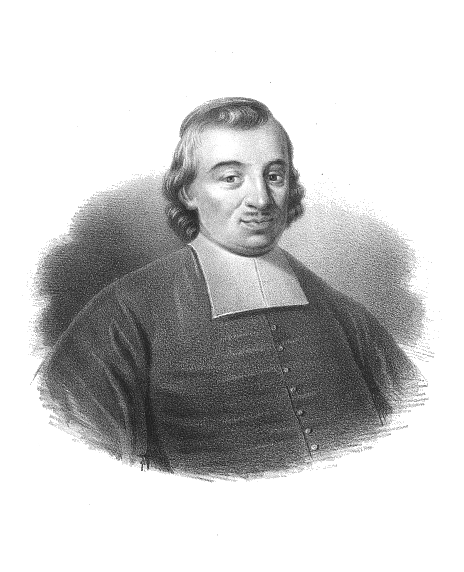
Stanisław Szembek (1700-1705)
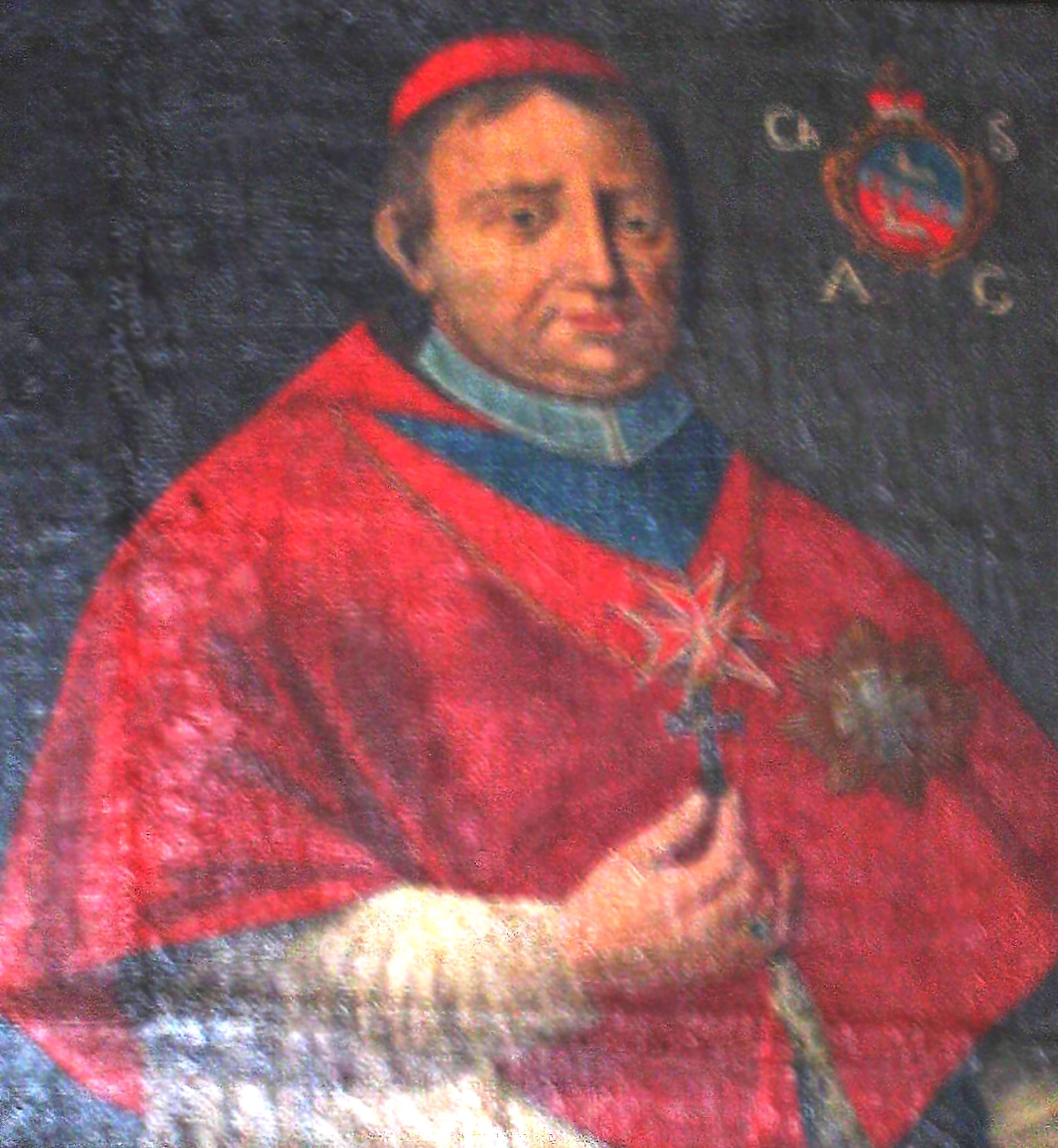
Krzysztof Szembek (1720-1735)
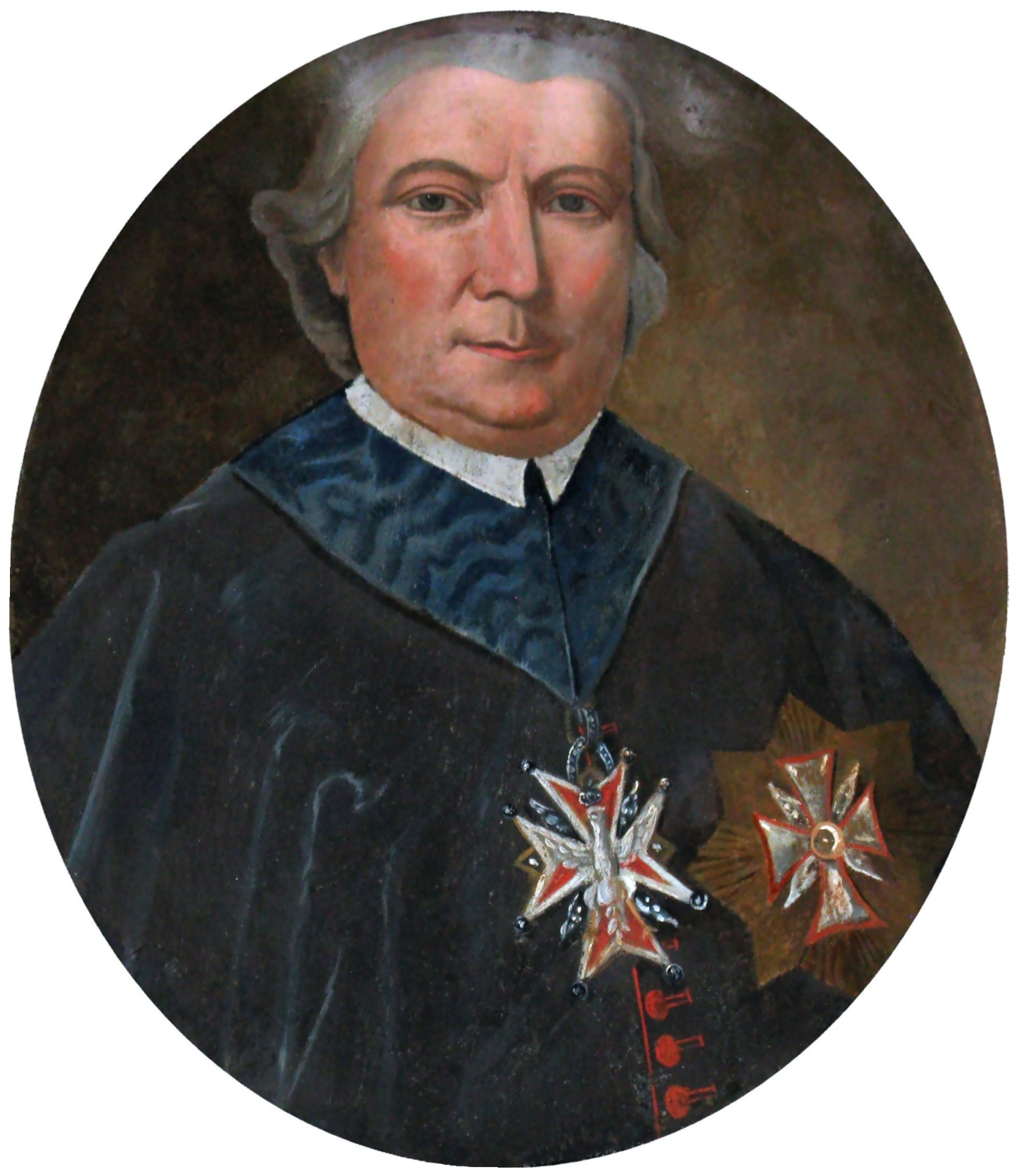
Walentyn Czapski (1741-1751)
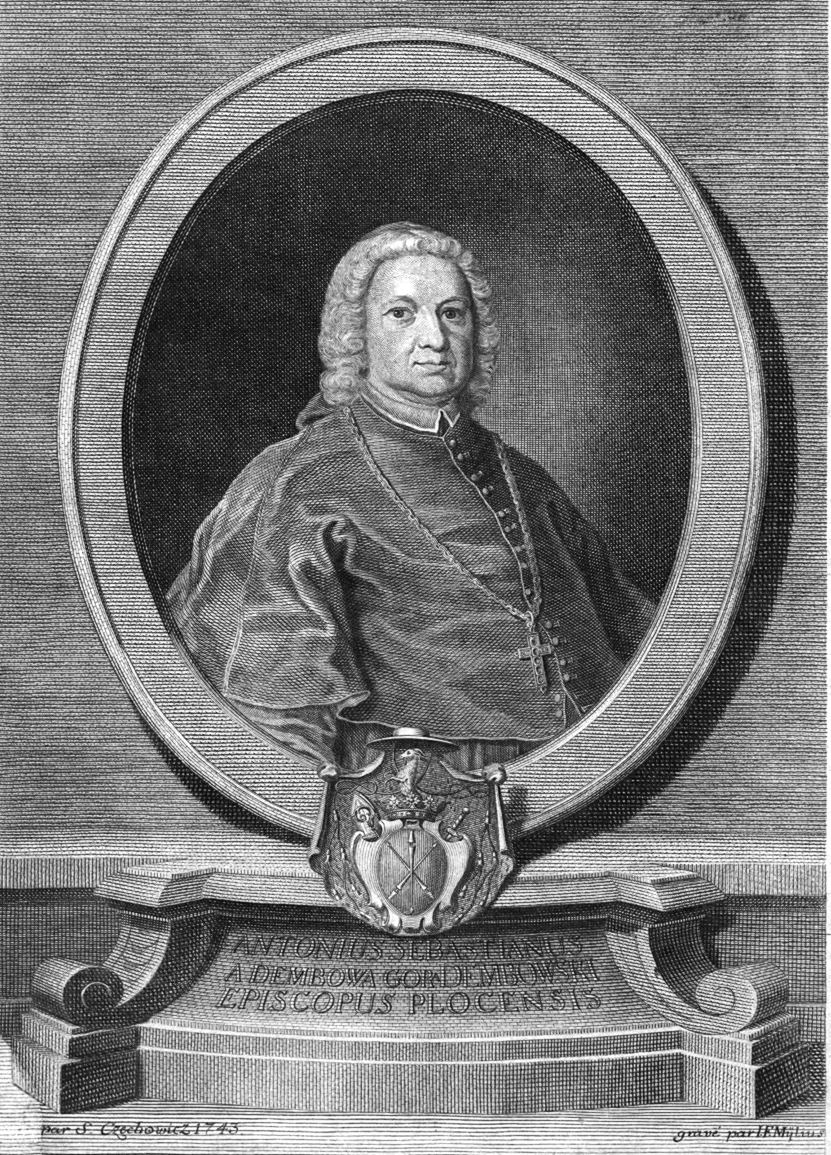
Antoni Dembowski (1751-1763)
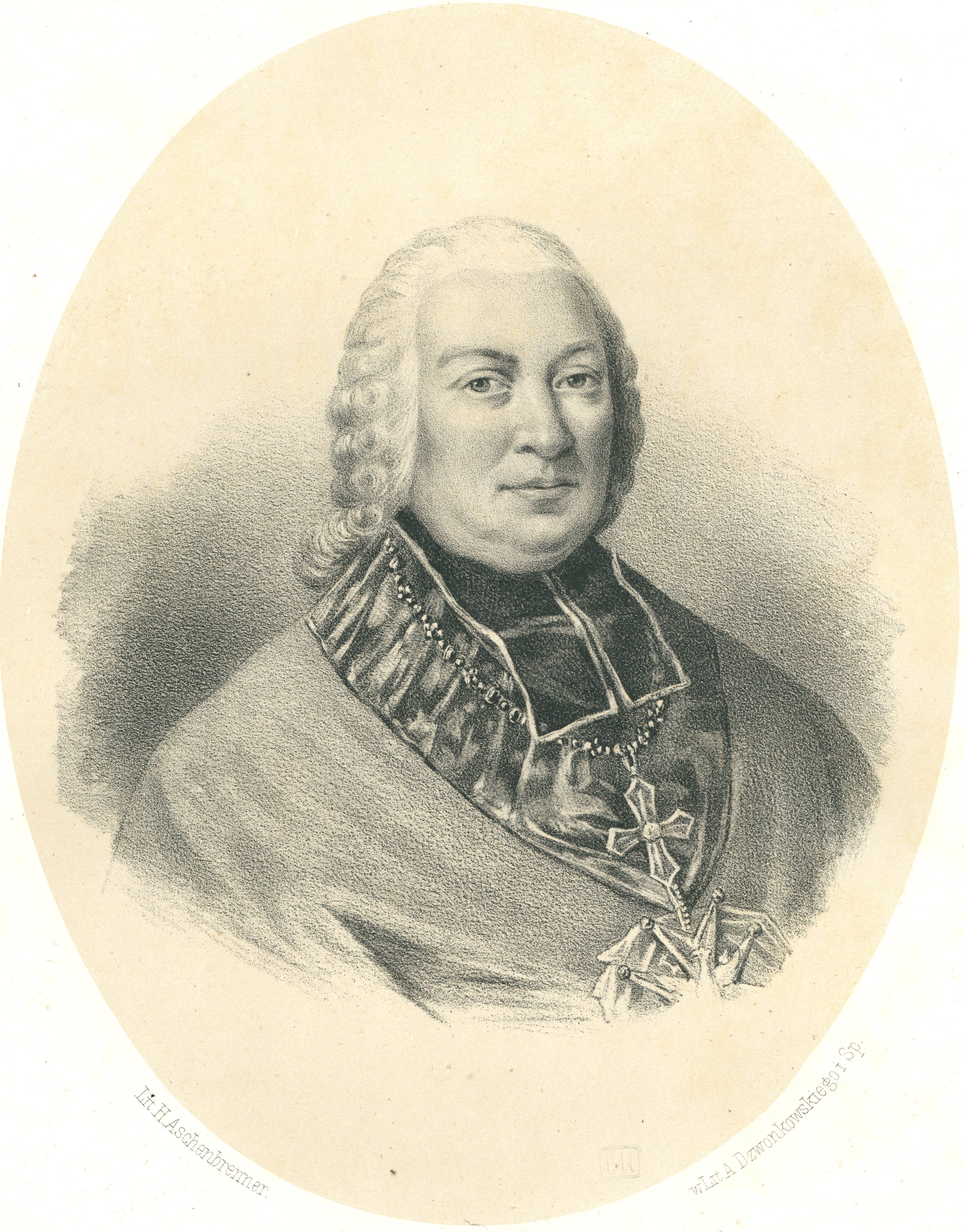
Antoni Kazimierz Ostrowski (1763-1776)

## Bisdom Koejavië-Kalisz
- 1818–1822 Andrzej Wołłowicz
- 1822–1831 Józef Szczepan Koźmian
- 1831–1836 vacant
- 1836–1850 Walenty Maciej Bończa
- 1850–1856 vacant
- 1856–1867 Jan Michał Marszewski
- 1867–1876 Christian Stasiecki
- 1876–1883 Wincenty Teofil Popiel
- 1883–1902 Aleksander Kazimierz Bereśniewicz
- 1902–1925 Stanisław Kazimierz Zdzitowiecki

## Bisdom Włocławek (vanaf 1925)
- 1925–1927 Stanisław Kazimierz Zdzitowiecki
- 1927–1928 Władysław Paweł Krynicki
- 1928–1951 Karol Mieczysław Radoński
- 1951–1968 Antoni Pawłowski
- 1969–1986 Jan Zaręba
- 1987–1992 Henryk Józef Muszyński
- 1992–2003 Bronisław Dembowski
- sinds 2003 Wiesław Mering

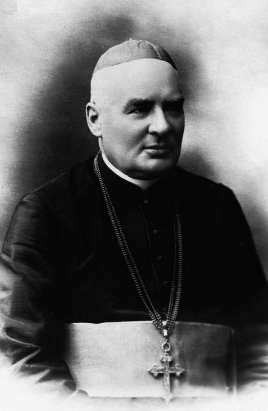
Stanisław Kazimierz Zdzitowiecki (1902-1927)
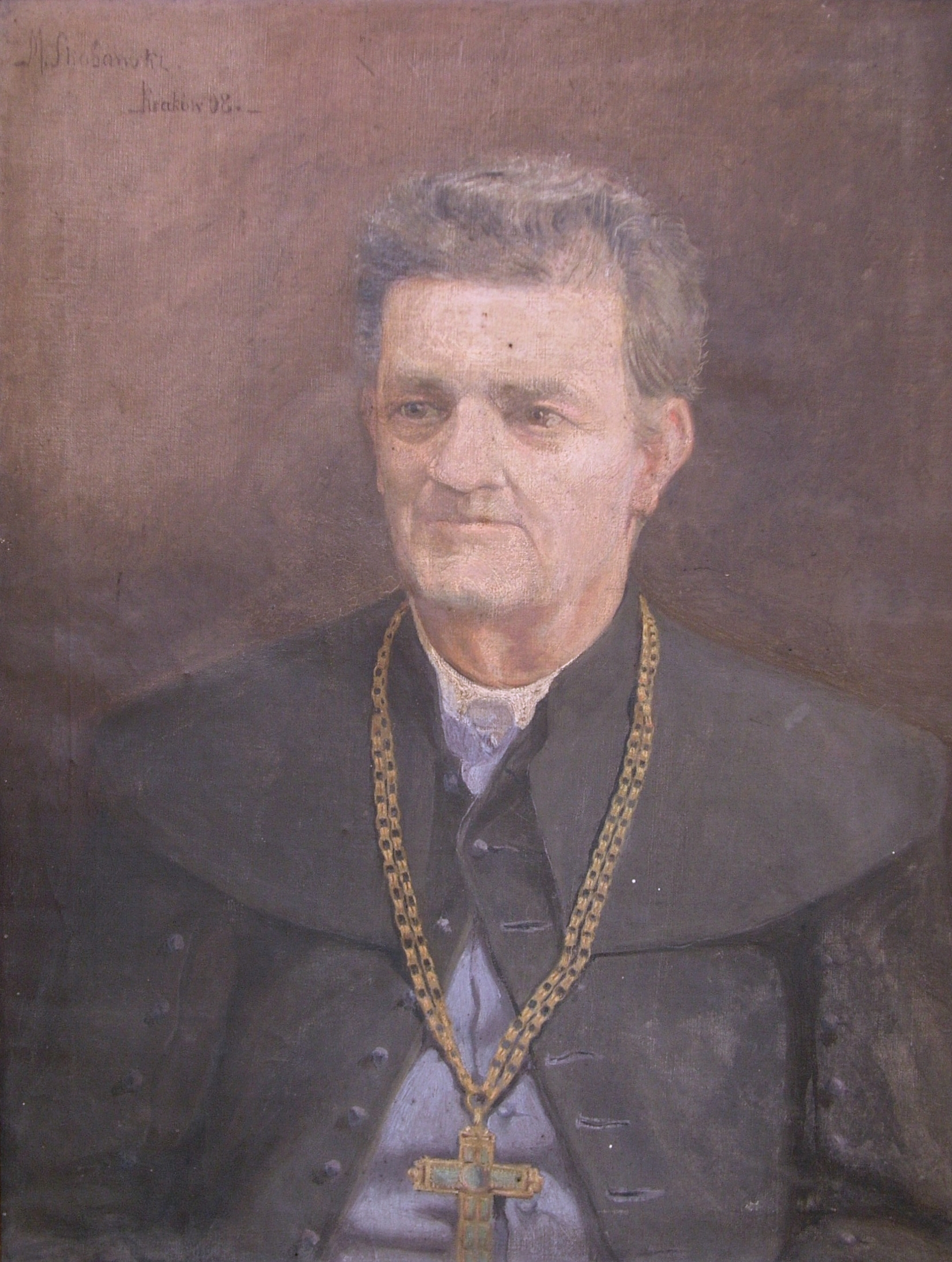
Aleksander Kazimierz Bereśniewicz (1883-1902)
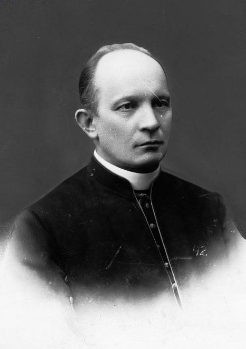
Władysław Paweł Krynicki(1927-1928)
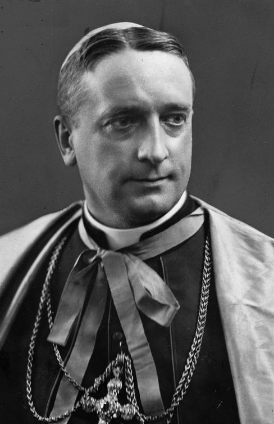
Karol Mieczysław Radoński (1928-1951)
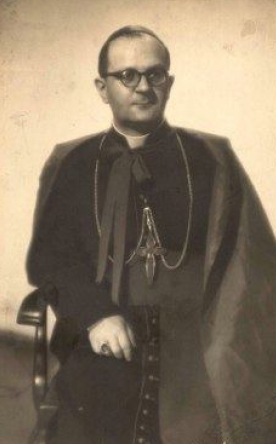
Antoni Pawłowski(1951-1968)
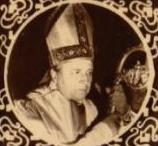
Jan Zaręba (1969-1986)
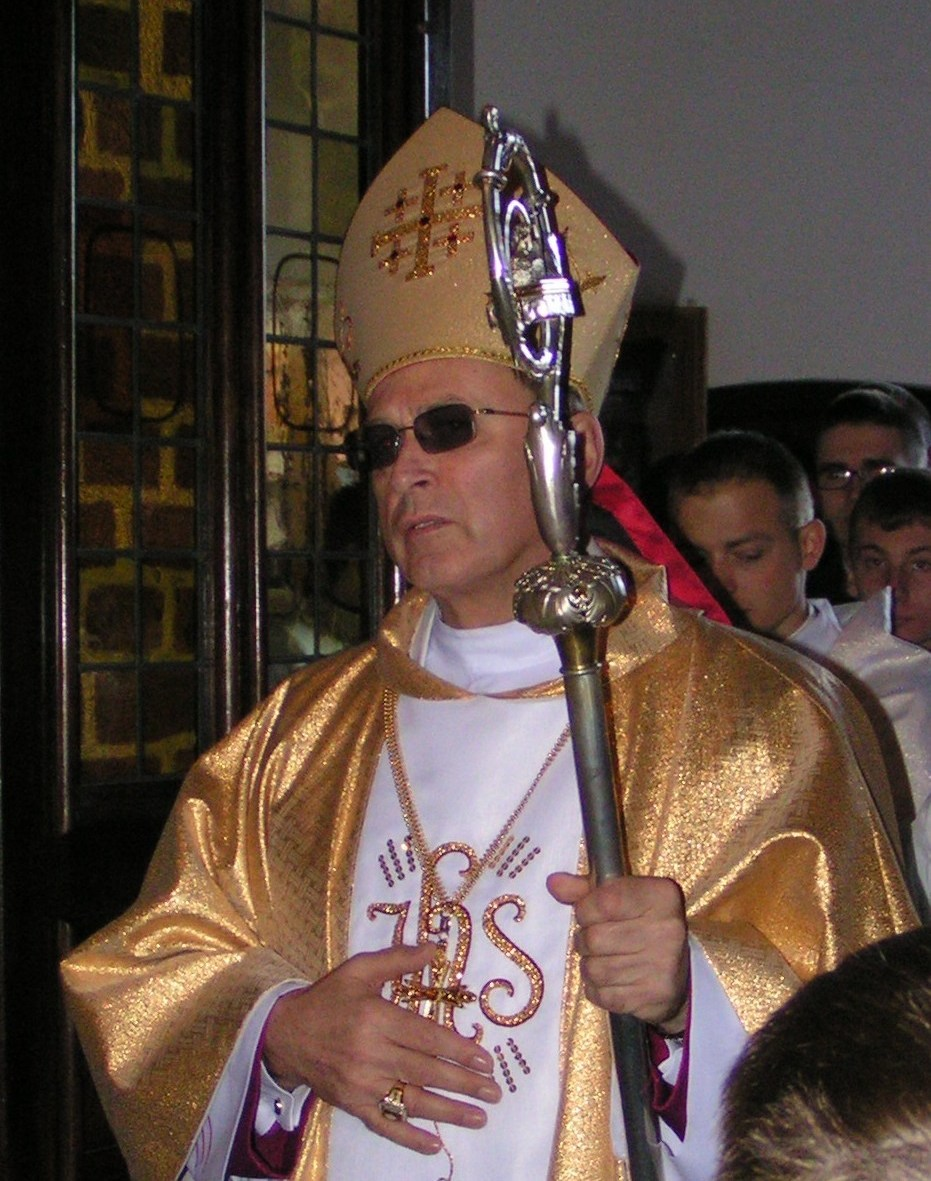
Wiesław Mering (sinds 2003)